# Vriesea neoglutinosa
Vriesea neoglutinosa är en gräsväxtart som beskrevs av Carl Christian Mez. Vriesea neoglutinosa ingår i släktet Vriesea och familjen Bromeliaceae. Inga underarter finns listade i Catalogue of Life.